# Torup Kirke (Halsnæs Kommune)
 For alternative betydninger, se Torup Kirke. (Se også artikler, som begynder med Torup Kirke)
Torup Kirke ligger i landsbyen Torup mellem Melby og Hundested i Nordsjælland.
Sydmuren med de to romanske vinduer omkring våbenhuset er der hvor den oprindelige bygning fra 1100-tallet er mest tydelig. Klokketårnet er fra ca. 1200 og delvis genopført i 1839. Indvendigt ved det ene romanske vindue ses velbevarede kalkmalerier fra omkring 1250.
Kirkens krucifiks er enestående i Nordeuropa. Ansigtet bærer semitiske træk. Under en restaurering fandt man i hovedskallen en seddel med kunstnerens navn, samt årstallet for dets udførelse i 1320.
Tilbygningen mod nord er fra 1746. Den er opført af Christian 6. til brug for ryttersoldaterne, som var stationeret i omegnen. I østvæggen er indmuret en ligsten fra 1535, over Kirstine Skave og hendes søn, Niels Trolle, en bror til Herluf Trolle.
I Torup Sogn ligger også Lynæs Kirke.

## Eksterne kilder
- Sognets beskrivelse af kirken og dens historie
- Torup Kirke hos KortTilKirken.dk
- Torup Kirke hos danmarkskirker.natmus.dk (Danmarks Kirker, Nationalmuseet)